# Siphonostoma antarcticum
Siphonostoma antarcticum är en ringmaskart som beskrevs av Baird 1873. Siphonostoma antarcticum ingår i släktet Siphonostoma och familjen Flabelligeridae. Inga underarter finns listade i Catalogue of Life.